# Paroisse de Saint Andrew (Grenade)
Pour les articles homonymes, voir Andrew.
Saint Andrew est l'une des six paroisses de l'État de Grenade, la plus grande en superficie.
Son chef-lieu est Grenville, la deuxième ville du pays.